# Rumoi
Rumoi (jap. 留萌市, -shi) ist eine Stadt und Verwaltungssitz der japanischen Unterpräfektur Rumoi in der Präfektur Hokkaidō.

## Geographie
Sie liegt im Norden des Landes auf der Insel Hokkaidō knapp 100 Kilometer nördlich von Sapporo und etwa 50 Kilometer westlich von Asahikawa an der Küste des Japanischen Meeres.

## Geschichte
Rumoi wurde am 1. Oktober 1947 zur Shi ernannt.

## Verkehr
Der Bahnhof Rumoi liegt an der von JR Hokkaido betriebenen Rumoi-Hauptlinie. Diese führt Fukagawa über Rumoi nach Mashike.
Erreichbar ist die Stadt über die Nationalstraßen 231, 232 und 233.

## Städtepartnerschaften
- Ulan-Ude, seit 1972

## Söhne und Töchter der Stadt
- Masaru Satō (1928–1999), Komponist
- Yatarō Watase (* 1960), Skispringer
- Yūta Watase (* 1982), Skispringer